# The Revolt of Mamie Stover
 The Revolt of Mamie Stover és una pel·lícula estatunidenca de Raoul Walsh, estrenada el 1956.

## Argument[1]
Mamie Stover acaba de ser expulsada de San Francisco. S'embarca en un vaixell cap a Honolulu. Durant la travessia, coneix Jim Blair, un americà. Un idil·li comença entre ells. Però en arribar, Mamie descobreix que el seu company de viatge és promès amb Annalee Johnson. Desenganyada, entra com a ganxo en un club nocturn, el Bungalou, casa dirigida amb mà de ferro per Bertha Parchman, secundada per Harry Adkins, personatge menyspreable. Jim torna a veure Mamie, però l'atac de Pearl Harbor esclata, i s'allista per marxar cap al front. En marxar, li promet abandonar aquesta vida. Però l'esquer del guany és el més fort, i Mamie comença a pujar a la jerarquia del Bungalou. Jim torna i s'adona de la situació. En el transcurs d'una última entrevista, trenca amb ella. No li queda a Mamie més que tornar a San Francisco, més pobre que abans.

## Repartiment
- Jane Russell: Àvia Stover
- Richard Egan: Jim Blair
- Joan Leslie: Annalee Johnson
- Agnes Moorehead: Bertha Parchman
- Jorja Curtright: Jackie
- Michael Pate: Harry Adkins
- Richard Coogan: Capità Eldon Sumac
- Alan Reed: Capità Gorecki
- Eddie Firestone: Tarzan